# Sri Lanka op de Olympische Zomerspelen 2020
Sri Lanka was een van de deelnemende landen aan de Olympische Zomerspelen 2020 in Tokio, Japan. De selectie bestond uit negen atleten, actief in zeven verschillende disciplines. De Sri Lankaanse atleten wisten geen medailles te behalen.

## Atleten
| sport        | mannen | vrouwen | totaal |
| ------------ | ------ | ------- | ------ |
| Atletiek     | 1      | 1       | 2      |
| Badminton    | 1      | 0       | 1      |
| Gymnastiek   | 0      | 1       | 1      |
| Judo         | 1      | 0       | 1      |
| Paardensport | 0      | 1       | 1      |
| Schietsport  | 0      | 1       | 1      |
| Zwemmen      | 1      | 1       | 2      |
| totaal       | 4      | 5       | 9      |

## Sporten

### Atletiek
Mannen
Loopnummers
| atleet         | onderdeel | series | series | kwartfinale | kwartfinale | halve finale   | halve finale   | finale         | finale         |
| atleet         | onderdeel | tijd   | rang   | tijd        | rang        | tijd           | rang           | tijd           | rang           |
| -------------- | --------- | ------ | ------ | ----------- | ----------- | -------------- | -------------- | -------------- | -------------- |
| Yupun Abeykoon | 100 m     | bye    | bye    | 10,32       | 6           | niet geplaatst | niet geplaatst | niet geplaatst | niet geplaatst |

Vrouwen
Loopnummers
| atlete               | onderdeel | series  | series | kwartfinale | kwartfinale | halve finale   | halve finale   | finale         | finale         |
| atlete               | onderdeel | tijd    | rang   | tijd        | rang        | tijd           | rang           | tijd           | rang           |
| -------------------- | --------- | ------- | ------ | ----------- | ----------- | -------------- | -------------- | -------------- | -------------- |
| Nimali Liyanarachchi | 800 m     | 2.10,23 | 8      | n.v.t.      | n.v.t.      | niet geplaatst | niet geplaatst | niet geplaatst | niet geplaatst |

### Badminton
Mannen
| atleet             | onderdeel | groepsfase                | groepsfase                | groepsfase           | groepsfase | eliminatie           | kwartfinale          | halve finale         | finale / BM          | finale / BM |
| atleet             | onderdeel | tegenstander uitslag      | tegenstander uitslag      | tegenstander uitslag | rang       | tegenstander uitslag | tegenstander uitslag | tegenstander uitslag | tegenstander uitslag | rang        |
| ------------------ | --------- | ------------------------- | ------------------------- | -------------------- | ---------- | -------------------- | -------------------- | -------------------- | -------------------- | ----------- |
| Niluka Karunaratne | enkelspel | Wang T-W V (12–21, 15–21) | N Nguyen V (16–21, 14–21) | n.v.t.               | 3          | niet geplaatst       | niet geplaatst       | niet geplaatst       | niet geplaatst       | 15          |

### Gymnastiek

#### Turnen
Vrouwen
| atlete       | onderdeel | kwalificatie | kwalificatie | kwalificatie | kwalificatie | kwalificatie | kwalificatie | finale         | finale         | finale         | finale         | finale         | finale         |
| atlete       | onderdeel | toestel      | toestel      | toestel      | toestel      | totaal       | positie      | toestel        | toestel        | toestel        | toestel        | totaal         | positie        |
| atlete       | onderdeel | sprong       | brug         | balk         | vloer        | totaal       | positie      | sprong         | brug           | balk           | vloer          | totaal         | positie        |
| ------------ | --------- | ------------ | ------------ | ------------ | ------------ | ------------ | ------------ | -------------- | -------------- | -------------- | -------------- | -------------- | -------------- |
| Milka Gehani | meerkamp  | 13,366       | 10,866       | 11,266       | 10,300       | 45,798       | 78           | niet geplaatst | niet geplaatst | niet geplaatst | niet geplaatst | niet geplaatst | niet geplaatst |

### Judo
Mannen
| atleet                | onderdeel | eerste ronde         | tweede ronde         | derde ronde          | kwartfinale          | halve finale         | herkansing           | finale / BM    | finale / BM    |
| atleet                | onderdeel | tegenstander uitslag | tegenstander uitslag | tegenstander uitslag | tegenstander uitslag | tegenstander uitslag | tegenstander uitslag | rang           |                |
| --------------------- | --------- | -------------------- | -------------------- | -------------------- | -------------------- | -------------------- | -------------------- | -------------- | -------------- |
| Chamara Dharmawardana | −73 kg    | bye                  | Houssein V 000–100   | niet geplaatst       | niet geplaatst       | niet geplaatst       | niet geplaatst       | niet geplaatst | niet geplaatst |

### Paardensport

#### Springen
| ruiter            | paard  | onderdeel   | kwalificatie   | kwalificatie   | finale         | finale         | barrage        | barrage        |
| ruiter            | paard  | onderdeel   | strafpunten    | rang           | strafpunten    | rang           | strafpunten    | rang           |
| ----------------- | ------ | ----------- | -------------- | -------------- | -------------- | -------------- | -------------- | -------------- |
| Mathilda Karlsson | Chopin | individueel | niet gefinisht | niet gefinisht | niet geplaatst | niet geplaatst | niet geplaatst | niet geplaatst |

### Schietsport
Vrouwen
| atlete           | onderdeel         | kwalificaties | kwalificaties | finale         | finale         |
| atlete           | onderdeel         | punten        | rang          | punten         | rang           |
| ---------------- | ----------------- | ------------- | ------------- | -------------- | -------------- |
| Tehani Egodawela | 10 m luchtpistool | 611,5         | 49            | niet geplaatst | niet geplaatst |

### Zwemmen
Mannen
| atleet             | onderdeel        | series | series | halve finale   | halve finale   | finale         | finale         |
| atleet             | onderdeel        | tijd   | rang   | tijd           | rang           | tijd           | rang           |
| ------------------ | ---------------- | ------ | ------ | -------------- | -------------- | -------------- | -------------- |
| Matthew Abeysinghe | 100 m vrije slag | 50,62  | 48     | niet geplaatst | niet geplaatst | niet geplaatst | niet geplaatst |

Vrouwen
| atlete         | onderdeel         | series  | series | halve finale   | halve finale   | finale         | finale         |
| atlete         | onderdeel         | tijd    | rang   | tijd           | rang           | tijd           | rang           |
| -------------- | ----------------- | ------- | ------ | -------------- | -------------- | -------------- | -------------- |
| Aniqah Gaffoor | 100 m vlinderslag | 1.05,33 | 32     | niet geplaatst | niet geplaatst | niet geplaatst | niet geplaatst |